# Grand Prix Portugalska 1958
Grand Prix Portugalska 1958 (oficiálně VII Portuguese Grand Prix) se jela na okruhu Boavista v Portu v Portugalsku dne 24. srpna 1958. Závod byl devátým v pořadí v sezóně 1958 šampionátu Formule 1.

## Kvalifikace
| Poř.   | No. | Jezdec                   | Konstruktér   | Čas    | Ztráta |
| ------ | --- | ------------------------ | ------------- | ------ | ------ |
| 1      | 2   | Stirling Moss            | Vanwall       | 2:34.2 | —      |
| 2      | 24  | Mike Hawthorn            | Ferrari       | 2:34.2 | +0.0   |
| 3      | 6   | Stuart Lewis-Evans       | Vanwall       | 2:34.6 | +0.4   |
| 4      | 8   | Jean Behra               | BRM           | 2:34.9 | +0.7   |
| 5      | 4   | Tony Brooks              | Vanwall       | 2:35.9 | +1.7   |
| 6      | 22  | Wolfgang von Trips       | Ferrari       | 2:37.0 | +2.8   |
| 7      | 10  | Harry Schell             | BRM           | 2:37.0 | +2.8   |
| 8      | 14  | Jack Brabham             | Cooper-Climax | 2:37.4 | +3.2   |
| 9      | 12  | Maurice Trintignant      | Cooper-Climax | 2:37.9 | +3.7   |
| 10     | 28  | Carroll Shelby           | Maserati      | 2:40.4 | +6.2   |
| 11     | 16  | Roy Salvadori            | Cooper-Climax | 2:43.0 | +8.8   |
| 12     | 20  | Graham Hill              | Lotus-Climax  | 2:46.2 | +12.0  |
| 13     | 18  | Cliff Allison            | Maserati      | 2:46.2 | +12.0  |
| 14     | 32  | Jo Bonnier               | Maserati      | 2:46.6 | +12.4  |
| 15     | 30  | Maria Teresa de Filippis | Maserati      | 3:01.9 | +27.7  |
| Zdroj: |     |                          |               |        |        |

## Závod
| Poř.   | No. | Jezdec                   | Konstruktér   | Počet kol | Čas/Odstoupení | Pořadí na startu | Body |
| ------ | --- | ------------------------ | ------------- | --------- | -------------- | ---------------- | ---- |
| 1      | 2   | Stirling Moss            | Vanwall       | 50        | 2:11:27.80     | 1                | 8    |
| 2      | 24  | Mike Hawthorn            | Ferrari       | 50        | + 5:12.75      | 2                | 7    |
| 3      | 6   | Stuart Lewis-Evans       | Vanwall       | 49        | + 1 kolo       | 3                | 4    |
| 4      | 8   | Jean Behra               | BRM           | 49        | + 1 kolo       | 4                | 3    |
| 5      | 22  | Wolfgang von Trips       | Ferrari       | 49        | + 1 kolo       | 6                | 2    |
| 6      | 10  | Harry Schell             | BRM           | 49        | + 1 kolo       | 7                |      |
| 7      | 14  | Jack Brabham             | Cooper-Climax | 48        | + 2 kola       | 8                |      |
| 8      | 12  | Maurice Trintignant      | Cooper-Climax | 48        | + 2 kola       | 9                |      |
| 9      | 16  | Roy Salvadori            | Cooper-Climax | 46        | + 4 kola       | 11               |      |
| Ret    | 28  | Carroll Shelby           | Maserati      | 47        | Brzdy          | 10               |      |
| Ret    | 4   | Tony Brooks              | Vanwall       | 37        | Smyk           | 5                |      |
| Ret    | 20  | Graham Hill              | Lotus-Climax  | 25        | Smyk           | 12               |      |
| Ret    | 18  | Cliff Allison            | Maserati      | 15        | Motor          | 13               |      |
| Ret    | 32  | Jo Bonnier               | Maserati      | 9         | Fyzika         | 14               |      |
| Ret    | 30  | Maria Teresa de Filippis | Maserati      | 6         | Motor          | 15               |      |
| DNA    | 26  | Phil Hill                | Ferrari       |           |                |                  |      |
| DNA    | 34  | Casimiro de Oliveira     | Maserati      |           |                |                  |      |
| Zdroj: |     |                          |               |           |                |                  |      |

Poznámky
1. ↑  Mike Hawthorn získal jeden bod za zajetí nejrychlejšího kola.

## Průběžné pořadí po závodě
Pohár jezdců
|        | Pořadí | Jezdec        | Body    |
| ------ | ------ | ------------- | ------- |
|        | 1      | Mike Hawthorn | 36 (37) |
|        | 2      | Stirling Moss | 32      |
|        | 3      | Tony Brooks   | 16      |
|        | 4      | Peter Collins | 14      |
|        | 5      | Roy Salvadori | 13      |
| Zdroj: |        |               |         |

Pohár konstruktérů
|        | Pořadí | Konstruktér   | Body    |
| ------ | ------ | ------------- | ------- |
| 1      | 1      | Vanwall       | 41      |
| 1      | 2      | Ferrari       | 40 (45) |
|        | 3      | Cooper-Climax | 29      |
|        | 4      | BRM           | 15      |
|        | 5      | Maserati      | 6       |
| Zdroj: |        |               |         |